# Цоко Колев
Цоко Колев Цоков е български партизанин, политически офицер, генерал-майор.

## Биография
Роден е на 20 февруари 1921 г. в ловешкото село Драгана. От 1936 г. е член на РМС, а на БКП – от 1943 г. На 23 май 1943 г. се включва като партизанин в партизански отряд „Христо Кърпачев“ като политкомисар на втора чета. Първоначално е помощник-командир на тридесет и четвърти пехотен троянски полк, а от 30 ноември 1944 г. е назначен за помощник-командир на Девети дивизионен артилерийски полк. След войната продължава кариерата си в българската армия. Към 1946 г. е завеждащ политическата подготовка на четвърти пехотен плевенски полк. От 12 февруари 1954 г. е освободен член на Военния съвет на втора армия. През 1965 г. е член на Военния съвет и началник на политическия отдел на втора армия. Директор на Кинематографията на Народната армия. През 1990 г. е сред основателите и първи председател на Съюза на участниците в Отечествената война. Написва документална повест „Когато над Дунав се мръкне“ (Партиздат, 1971).
Награждаван е с орден „За военна заслуга“, V степен, в.л., съветския орден „Червена звезда“ и орден „Народна република България“ – III ст. (Указ № 1795 от 3 ноември 1970 г.)